# Дін-і іллахі

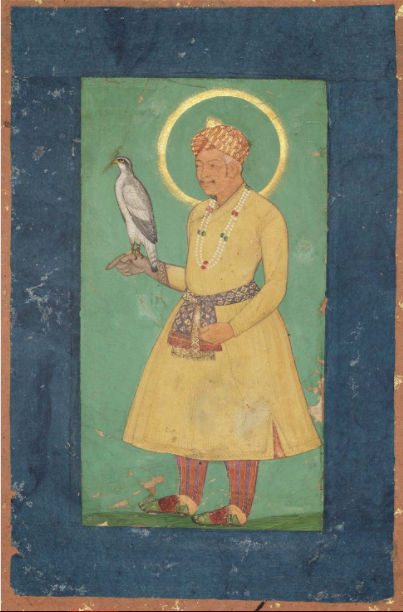
Акбар I Великий

Дін-і Іллахі (перс. دين إلهي - божественна віра) — релігія створення правителем Акбаром Великим, що мала примирити індуїзм, мусульманство та інші релігійні течії, які побутували в Індії. Керівником релігії був сам Акбар I Великий. 
Правитель Індії мав звичку збирати представників різних релігій і слухати їхні суперечки. Збереглося багато свідчень про це. Вивчаючи різні релігії Акбар I Великий прийшов до висновку, що всі вони прославляють єдиного Бога, отже, релігійні чвари не мають ніякого сенсу і ніяка з релігій не володіє монополією на істину.
Душу спонукали очищати себе через прагнення до Бога (догмат суфізму, ісламського містицизму), целібат був припустимий (як у католицизмі), а убивство тварин заборонялося (як у джайнізмі). Ніяких священних писань чи священицької ієрархії в Дін-і Іллахі не було. Ритуали було запозичило значною частиною зороастризму, зробивши світло (сонце та вогонь) предметом богослужіння та декламації.
На практиці, однак, Дін-і Іллахі функціонував як культ особистості, сформований Акбаром навколо його власної особи. Члени релігії обиралися Акбаром відповідно до відданості йому. Оскільки імператор назвав себе реформатором іслама, що прибув на Землю майже через 1000 років після пророка Мухаммеда, було певне припущення, що він хотів би бути визнаним і пророком. Неоднозначне використання молитовної формули (поширених серед суфіїв), таких як Allāhu akbar, «Бог є Акбар» замість «Бог є великим», також натякало на божественну асоціацію.
Сам Акбар говорив: «Лише та віра істинна, яку схвалює розум» і «Багато дурнів, шанувальників традицій, беруть звичай предків за вказівку розуму і тим самим прирікають себе на вічну ганьбу».
Вплив та привабливість Дін-і Іллахі були обмеженими і не пережили Акбара, але вони викликали сильну ортодоксальну реакцію в індійському Ісламі.